# Milos
Pour l’article homonyme, voir Milo.
Mílos ou Mélos (grec moderne : Μήλος / Mílos, grec ancien : Μῆλος / Mễlos) est une île grecque de la mer Égée appartenant à l'archipel des Cyclades. On rencontre parfois la forme ancienne Milo, notamment pour la célèbre Vénus de Milo. Elle avait pour emblème la pomme qu'Aphrodite avait reçue de Pâris. La Vénus de Milo tenait négligemment cette pomme qui pouvait flatter le patriotisme des Méliens car la statue se dressait dans le gymnase de la cité.

## Géographie
Milos est située à l'extrême sud-ouest de l'archipel des Cyclades, à 120 km de la côte de Laconie. D'ouest en est, elle mesure 23 km, contre 12 km du nord au sud, pour une superficie globale de 151 km2. La plus grande partie de l'île est couverte de collines dont la plus haute, le mont Profitis Ilias, culmine à 774 mètres.

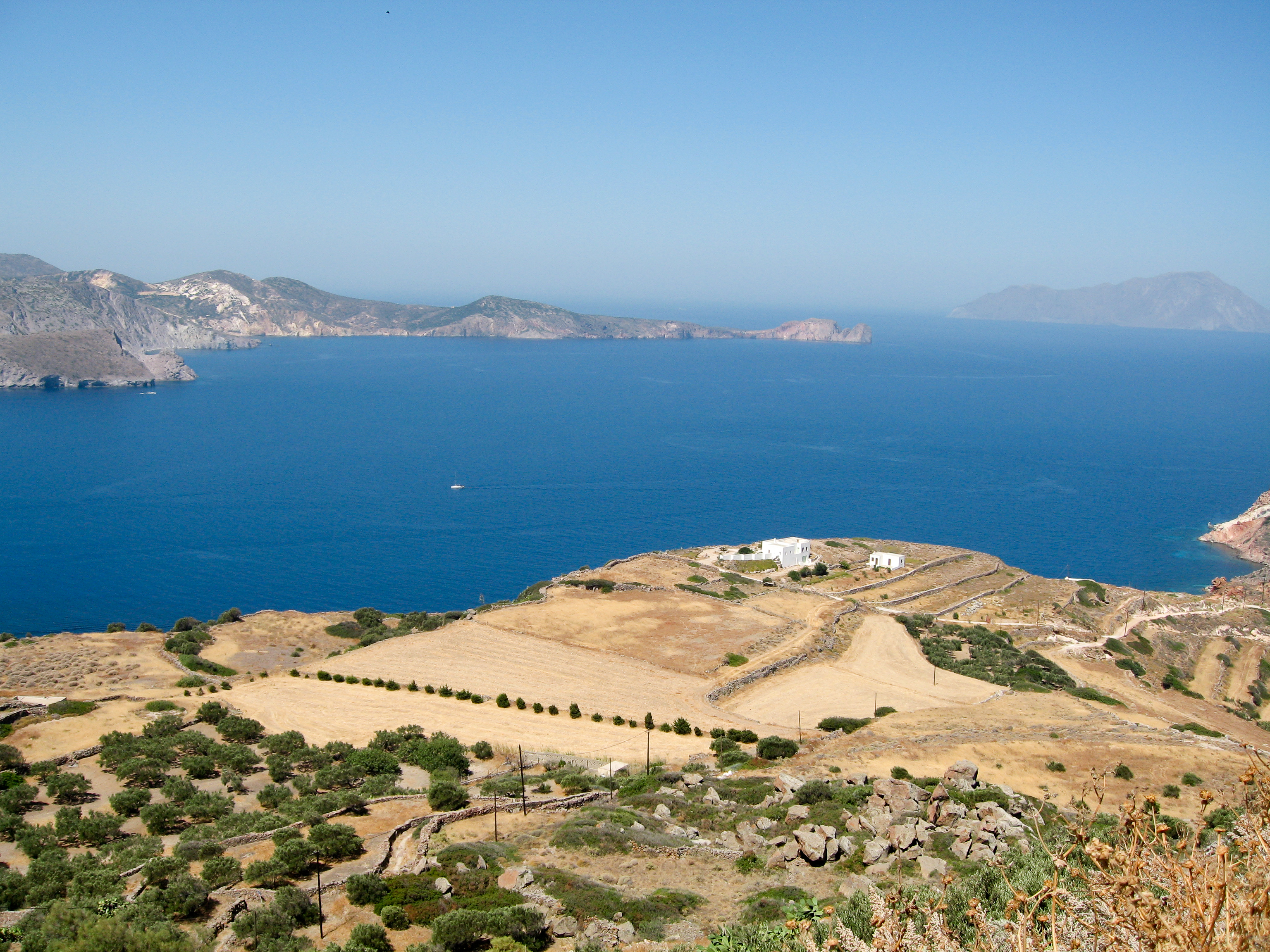
Vue des vergers et de la baie de Milos

À l'instar de Santorin, c'est une île d'origine volcanique, comme l'attestent son exploitation minière (soufre, manganèse, bentonite, etc.) et ses paysages de falaises de couleur blanche, notamment au sud-ouest de l'île dans la région de Kléftiko.
Le port principal est Adámas, la capitale Pláka.
Milos fait partie des îles des Cyclades qui ne sont plus autosuffisantes en eau. Elle reçoit de l'eau tous les ans (et surtout l'été à cause de la saison touristique) depuis le port du Laurion en Attique, pour un coût moyen de 8,30 € le mètre-cube.

## Histoire
L'île est peuplée dès le IIIe millénaire av. J.-C. À l'Helladique Ancien, elle vend de l'obsidienne à une grande partie de la Grèce continentale, et même à Chypre, la Crète et l'Égypte. Elle est un centre économique majeur de la civilisation minoenne. Le site de Phylakopi est l'un des plus importants du monde égéen pour la période du Bronze ancien.
Sa principale cité, appelée également Mélos, est fondée par Sparte vers l'an 700 av. J.-C. Après les guerres médiques, elle refuse l'alliance avec Athènes. En 426 av. J.-C., elle subit une attaque qui la contraint à payer le tribut de la ligue de Délos, à hauteur de quinze talents. En 416 av. J.-C., elle est de nouveau attaquée par Athènes et vaincue. À l'instigation d'Alcibiade, semble-t-il, les Athéniens tuent tous les hommes en âge de porter les armes et réduisent en esclavage les femmes et les enfants. Cet épisode inspire à Thucydide son célèbre dialogue des Athéniens et des Méliens (V, 85–103), exposant la Realpolitik d'Athènes. Il reste également longtemps dans la mémoire grecque comme un grief contre Athènes.
Diagoras de Mélos, athée célèbre au Ve siècle av. J.-C., est originaire de Mélos. Pour cette raison, Aristophane, dans Les Nuées, qualifie Socrate de « Mélien ».
Pendant la domination ottomane, l'île et sa voisine Kimolos sont des hauts-lieux de la piraterie dans les Cyclades.
En 1820, au cours de fouilles dans les ruines de l'ancienne cité, on trouve à Milos une statue d'Aphrodite à laquelle il manque les deux bras. C'est la fameuse Vénus de Milo, conservée au musée du Louvre.

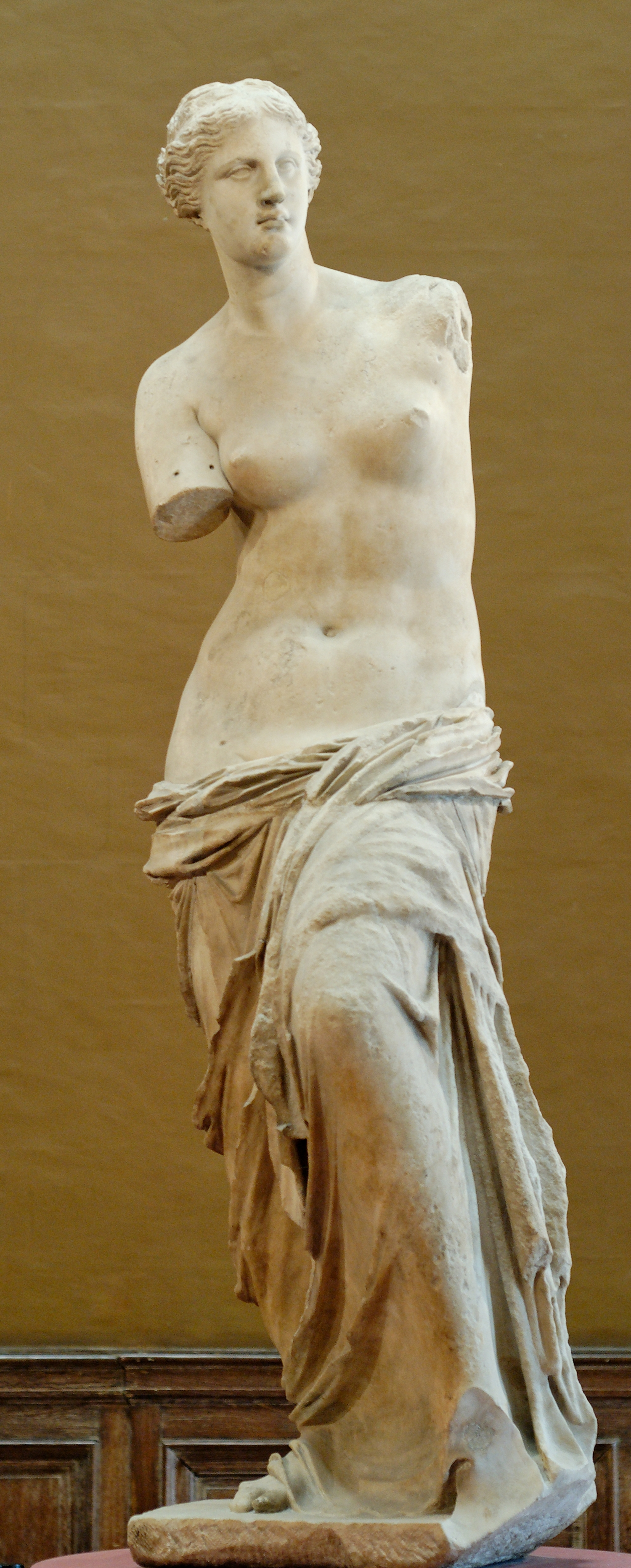
Vénus de Milo. Marbre, H. 2 m. Époque hellénistique, vers 150-130 av. J.-C.. Louvre
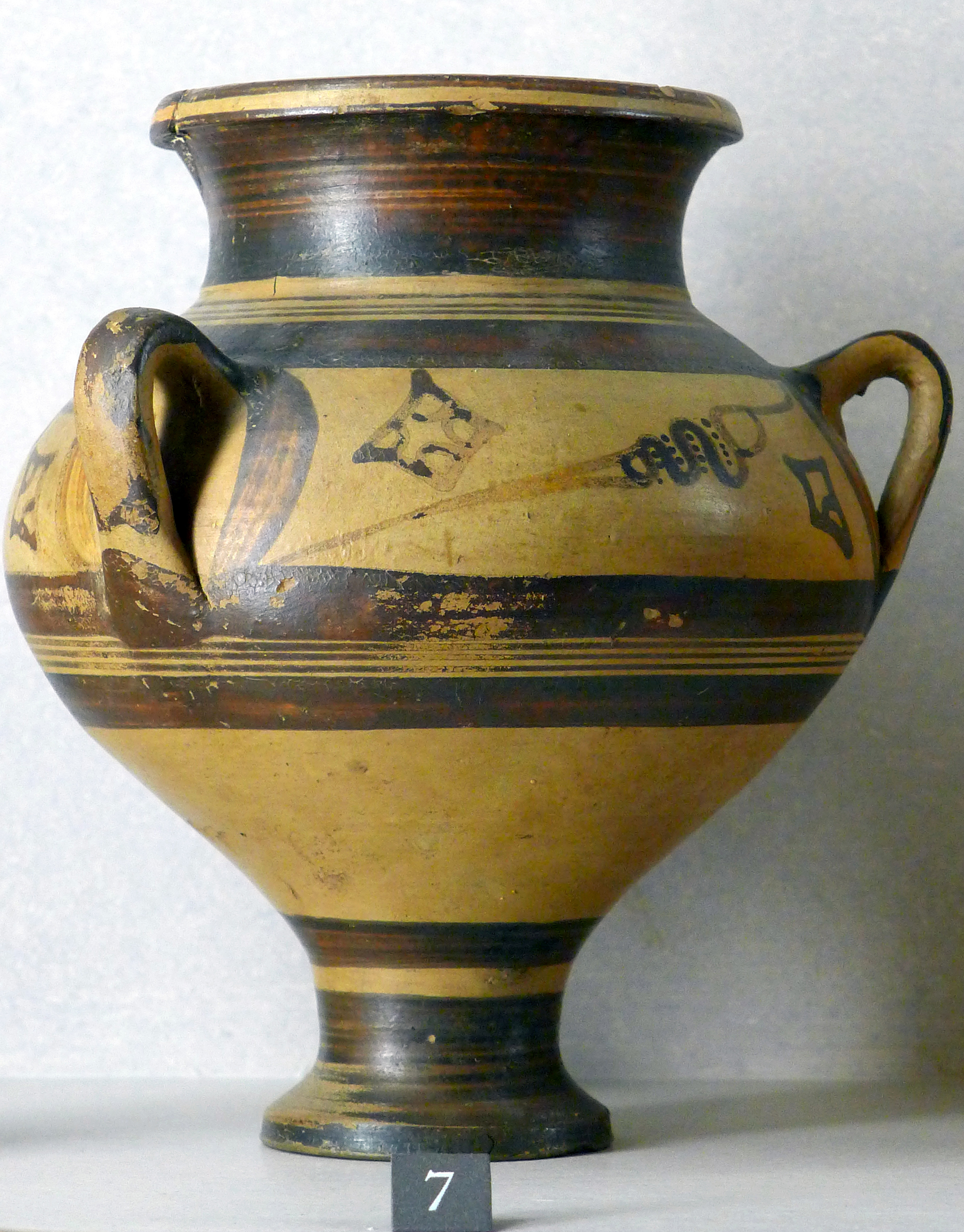
Jarre piriforme découverte à Milos. Helladique récent IIIb, vers 1325-1200 av. J.-C. Louvre

En 1982 est achevée la construction du phare de Milos sur l'île voisine d'Akradia.

## Nature
Milos est connue des naturalistes et herpétologistes pour ses espèces endémiques.
Le lézard de Milos (Podarcis milensis) est un petit Lacertidae endémique de l'archipel de Milos (Milos, Kimolos, Polyaigos et Antimilos), de l'archipel d'Ananes, et des îlots de Falkonéra et Velopoula. Le mâle se caractérise par ses écailles latérales bleues ou vertes. Il est classé comme espèce vulnérable (VU) par l'Union internationale pour la conservation de la nature (UICN), en raison de sa distribution très limitée.
La vipère de Milos (Macrovipera schweizeri) est une espèce endémique des îles de Milos, Siphnos, Kimolos et Polyaigos. Elle est menacée par la collecte illégale, la destruction intentionnelle, la circulation routière et la destruction de son habitat, notamment par les concessions minières et les carrières. Elle est entièrement protégée et classée comme espèce « en danger » (EN) par l'UICN, car répartie sur un territoire inférieur à 100 km2 et en raison de son déclin continuel dû à la dégradation de son habitat.

## Galerie

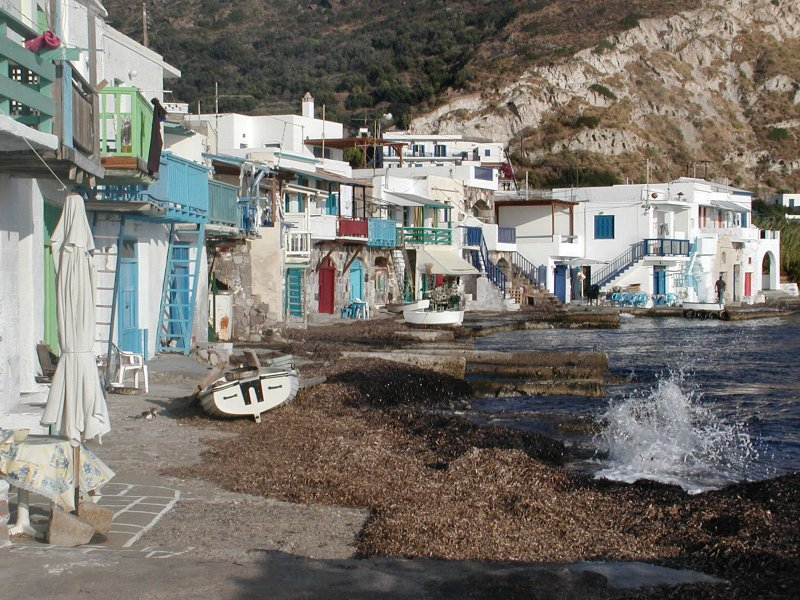
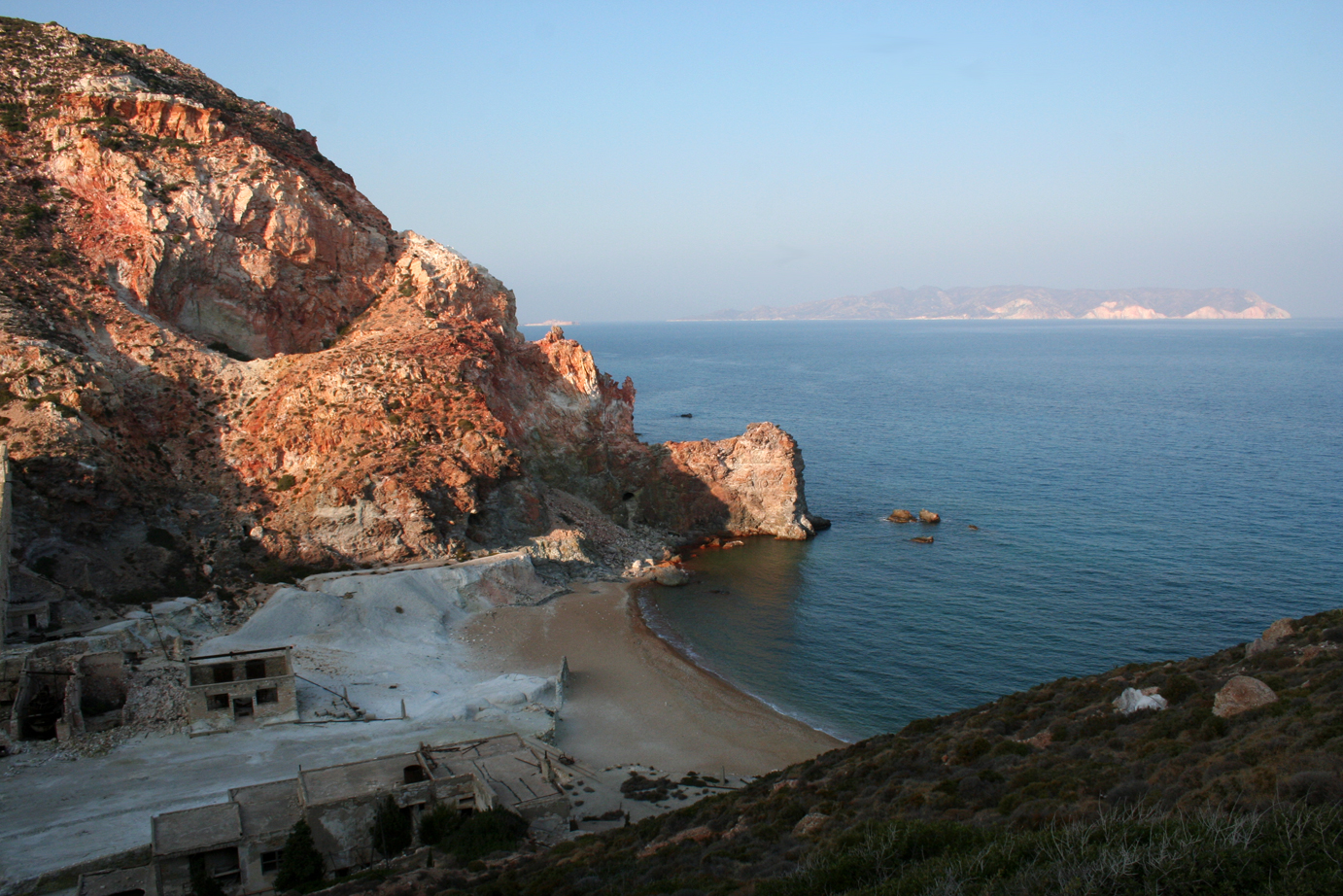
La mine de soufre désaffectée, sur la côte est de Milos
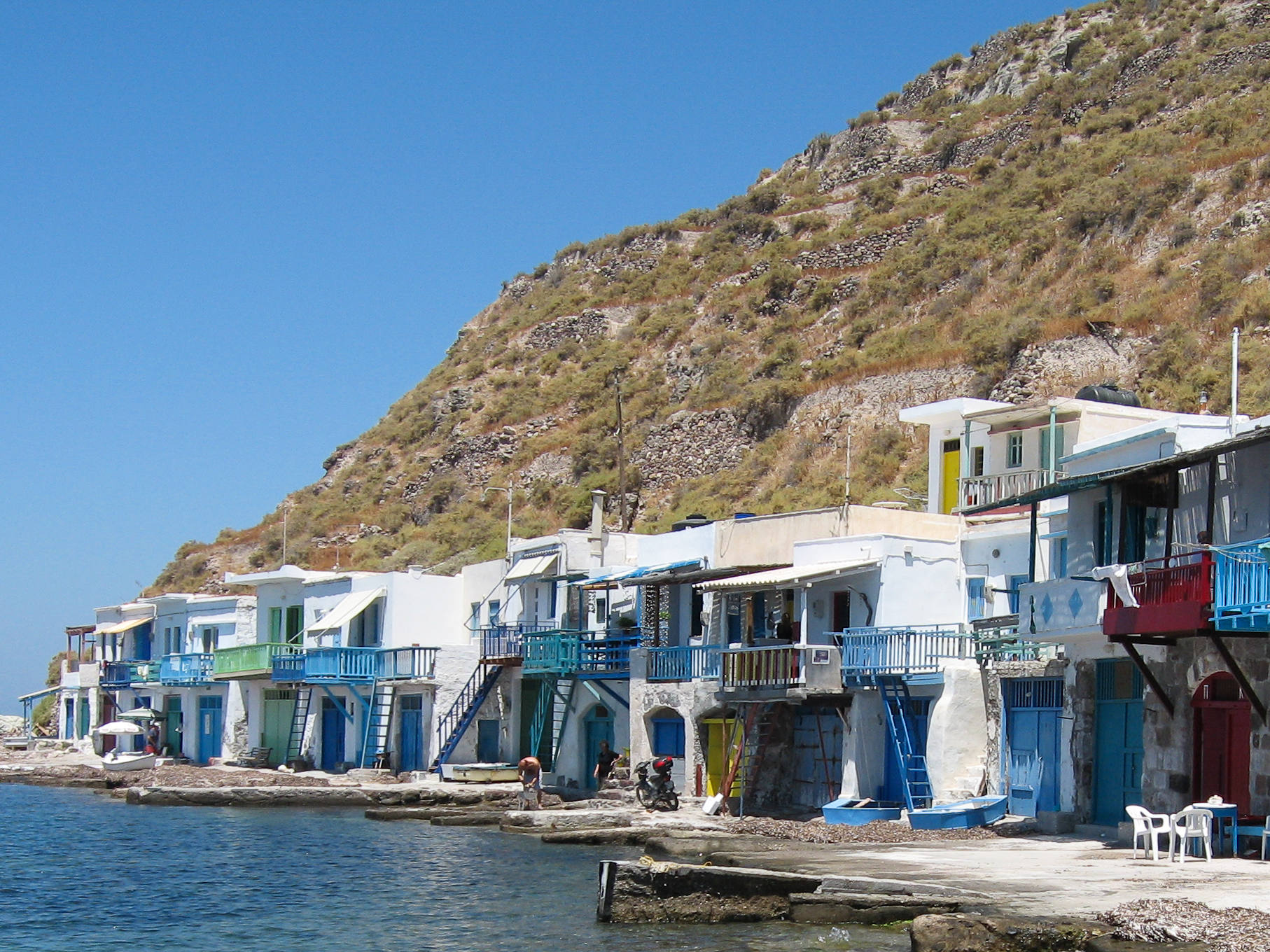
Syrmata